# Pintor d'Evèrgides

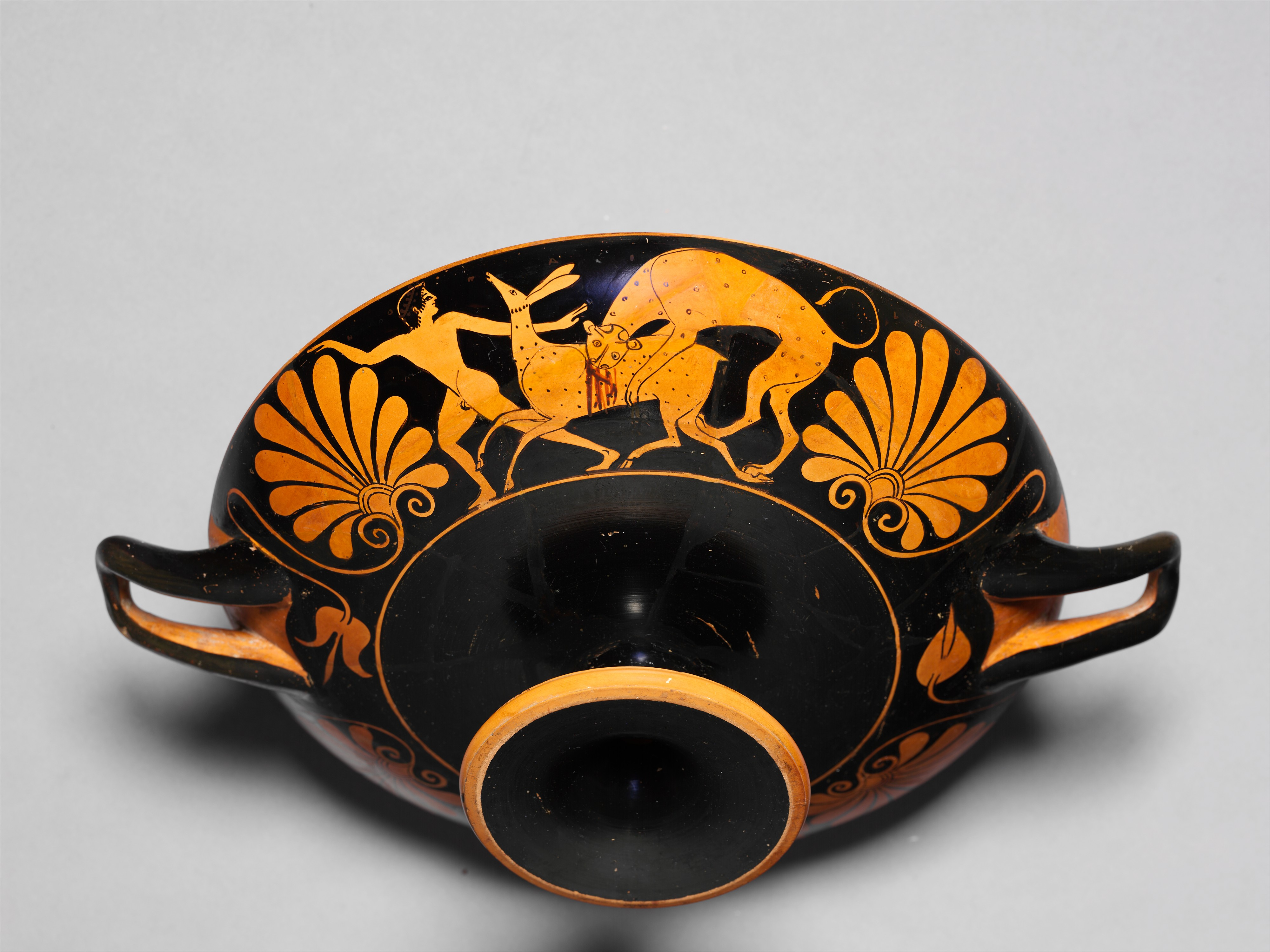
Pantera atacant un cervatell i uns xiquets; al Museu Metropolità d'Art de Nova York

El Pintor d'Evèrgides fou un pintor grec d'atuells que va treballar a Atenes a la fi del segle vi abans de la nostra era.
Va ser un dels primers pintors de cílixs de figures vermelles. Sembla que el seu període creatiu se situa entre el 515 i el 500 ae. Se'l considera un pintor d'atuells secundari, però fou prou productiu: hui se li atribueixen uns 150 gots i fragments. El seu nom no s'ha transmés, per la qual cosa John Beazley, que va reconéixer i definir la seua signatura artística dins del gran cos de ceràmica antiga pintada que ens ha arribat, el va distingir amb un nom convingut, després de veure alguns gerros signats per al terrissaire Evèrgides. També va treballar per a almenys un altre terrissaire, Quelis, i segurament per a més.
Decorà els atuells sobretot amb escenes de gènere: d'esports, de cavalls i carruatges i escenes còmiques i de simpòsiums. A més a més, també amb escenes dels cercles mitològics al voltant d'Hèracles, Teseu, Peleu i Tetis, així com l'escena d'Aquil·les i Àiax el Major jugant un joc de taula, que fou introduït en la pintura de gots per Exèquies i no ha estat pas transmés en la literatura. Totes dues esferes estan connectades amb imatges de contingut dionisíac. Col·loca criatures mítiques com ara grius, esfinxs i Pegàs al costat de les anses dels gots. En triar els temes, recorda el mestre Epictet, amb qui també va decorar dos bols comuns. Mentre Epictet pintava els tondos de figures negres, l'interior dels cílixs, el Pintor d'Evèrgides en decorava l'exterior. A més a més, tots dos utilitzen sovint el nom d'Hiparc com a inscripció kalós.

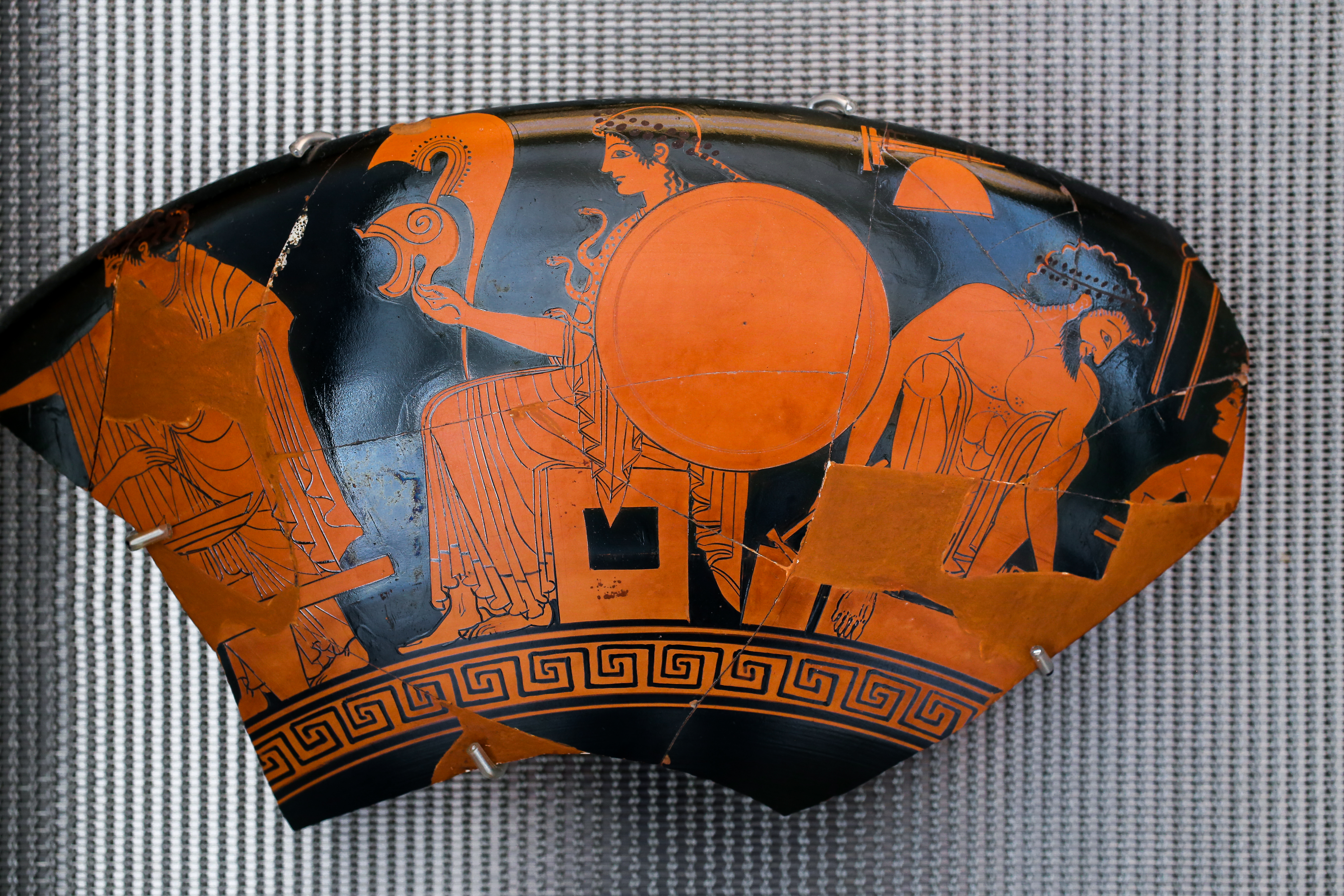
Copa al Museu Arqueològic Nacional d'Atenes: terrissaire - Atena - metal·lúrgic

Va decorar diverses obres particularment cridaneres. Una d'ells és possiblement una copa trobada com a ofrena en l'Acròpoli d'Atenes. Les figures -persones i cavalls- s'hi tallaren com relleus d'argila, i els detalls en tècnica de figures roges. La seua participació en dos insòlits suports semicilíndrics, que imiten models etruscos i que segurament creà el terrissaire Sicà, és incerta; s'atribueixen almenys a un artista que treballa a la manera del Pintor d'Evèrgides. L'orgull de l'artesà es mostra en un copa, en què al costat d'una Atena entronitzada, mostra un terrissaire a l'esquerra i un metal·lúrgic treballant a la dreta. Aquesta única copa fragmentada conservada es considera la millor obra del Pintor d'Evèrgides. També és una indicació que els tallers dels ceramistes d'Atenes podien no haver-se limitat pas a una branca de l'artesania, sobretot perquè els terrissaires i els metal·lúrgics a vegades necessitaven la mateixa infraestructura i, per tant, treballaven braç a braç en el barri del Ceràmic.
Dins el grup dels primers pintors d'atuells de figures roges, el Pintor d'Evèrgides és un dels darrers, tret que el Pintor de Delos i ell siguen, com alguns investigadors suposen, la mateixa persona. A diferència d'aquest i altres pintors com el Pintor d'ulls de Bowdoin o el Pintor de Scheurleer, no pintà pas atuells bilingües, ni tampoc copes d'ulls. La qualitat de la seua obra no és comparable a la dels millors pintors d'atuells de l'època, i la qualitat del seu treball també varia prou. Algunes escenes seues semblen còpies hàbilment executades de l'obra dels millors pintors, altres escenes -sobretot les de gènere- solen ser rèpliques meticuloses. Els seus dibuixos són sovint descurats, els contorns corporals dels dibuixos preparatoris brillen a través de les túniques, i hi solen mancar detalls com les orelles o les mans. Un imitador aproximadament contemporani d'Epictet fou el Pintor d'Epelios, que encara era una mica menys destre artísticament.

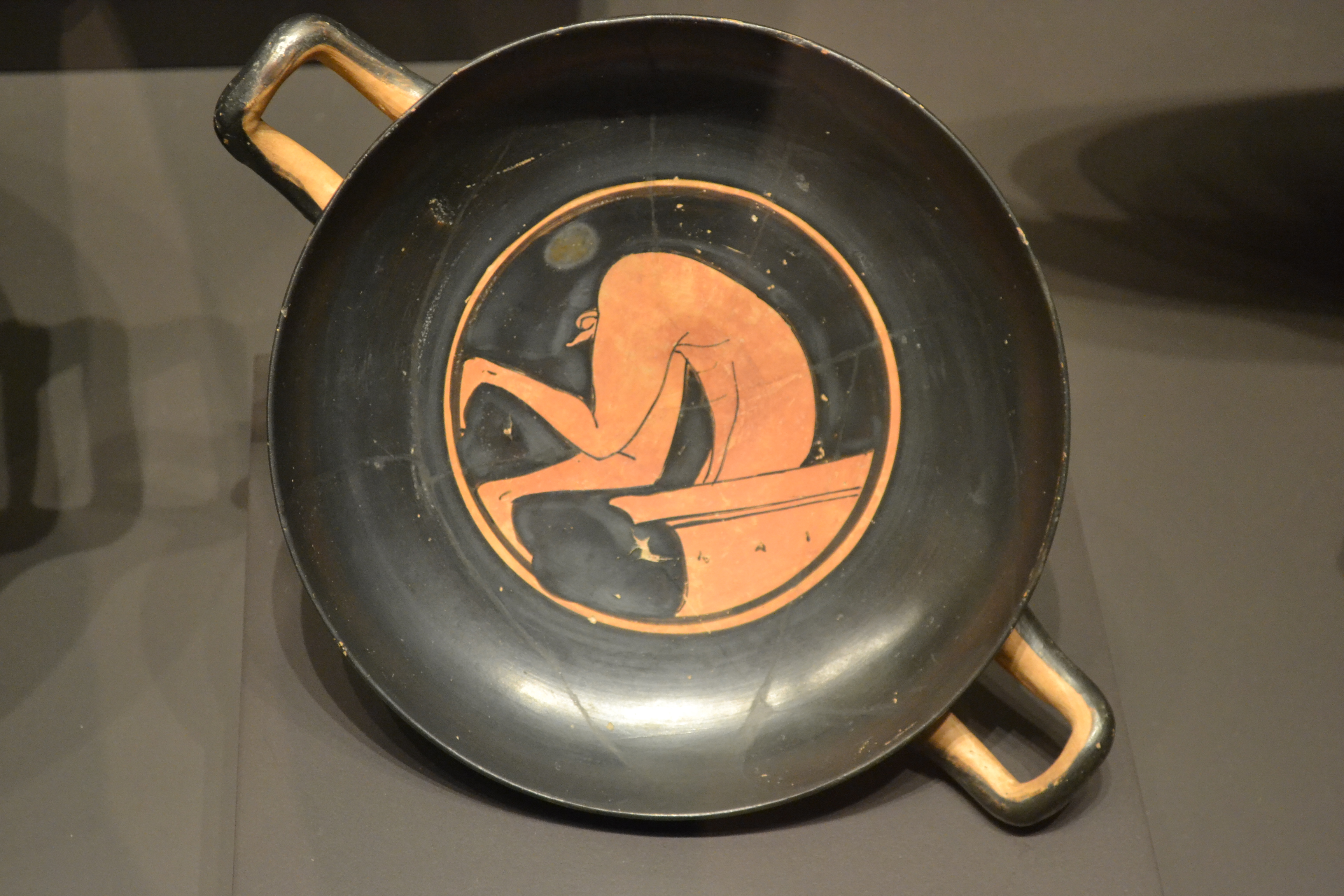
Home nu caient en una tenalla de vi. Al Museu Arqueològic Nacional, circa 500 ae

Utilitzà diferents epígrafs, a més de les inscripcions kaloi, en part també contribucions de paraules prou inusuals. En un got, per exemple, escriu paidikos; en el context del got probablement significa no 'infantil', sinó 'juvenil'. La interpretació de Pèdicos com a terrissaire és controvertida. En un altre got saluda amb prosagoreup -'jo et salude'. Aquestes inscripcions el situen en el context del grup dels alabastres de Pèdicos, en què es troben inscripcions semblants, les quals van ser pintades per un pintor molt proper al Pintor d'Evèrgides, però de millor qualitat, i que duu el nom del terrissaire dels alabastres, Pasiades, Pintor de Pasiades. Amb aquest i altres atuells, també es va definir un cercle o escola del Pintor d'Evèrgides, en què es recullen obres de l'entorn del pintor.